# Linux Vacation / Eastern Europe
Linux Vacation / Eastern Europe (LVEE) — проходящая с 2005 года в Республике Беларусь ежегодная международная конференция разработчиков и пользователей свободного программного обеспечения. LVEE традиционно проводится в конце июня — начале июля на турбазе «Химик» в окрестностях Гродно. С 2012 года помимо летней проводится зимняя конференция «LVEE Winter».
Мероприятие объединяет общение и отдых специалистов и энтузиастов в области свободного ПО. Рекомендуемые для участия в конференции языки — русский, белорусский и английский. Формат конференции включает доклады, workshop’ы и круглые столы.
Тематика докладов включает разработку и сопровождение свободного ПО, внедрение и администрирование решений на его основе, особенности использования свободных лицензий. Несмотря на исторически сложившееся название, конференция не ограничивается ОС Linux, охватывая при этом широкий круг платформ — от рабочих станций и серверов до встраиваемых систем и мобильных устройств.
Финансовую поддержку LVEE оказывают белорусские и иностранные IT компании, в сферу интересов которых входит направление open-source.

## Фотографии

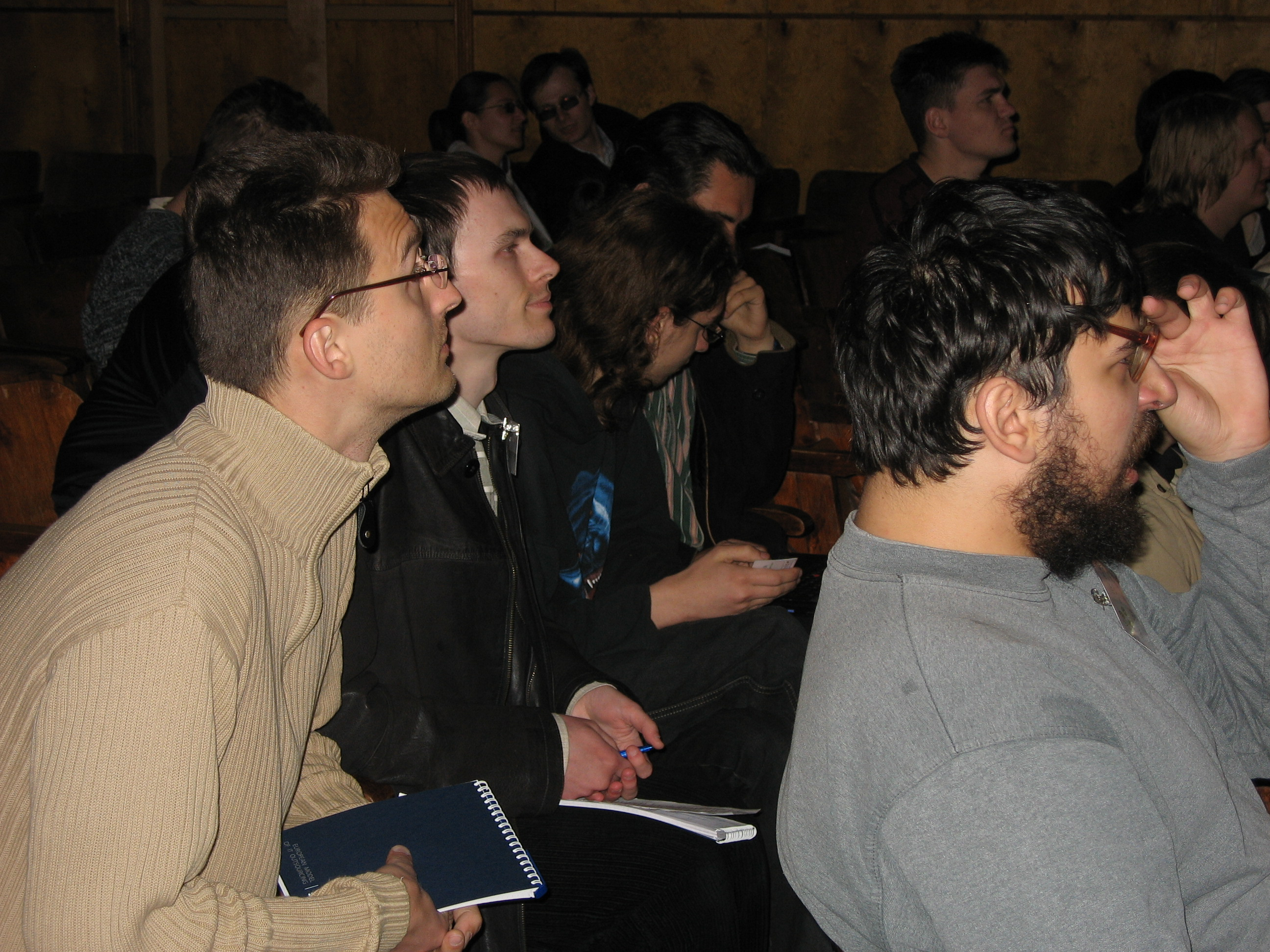
В конференц-зале (2006)
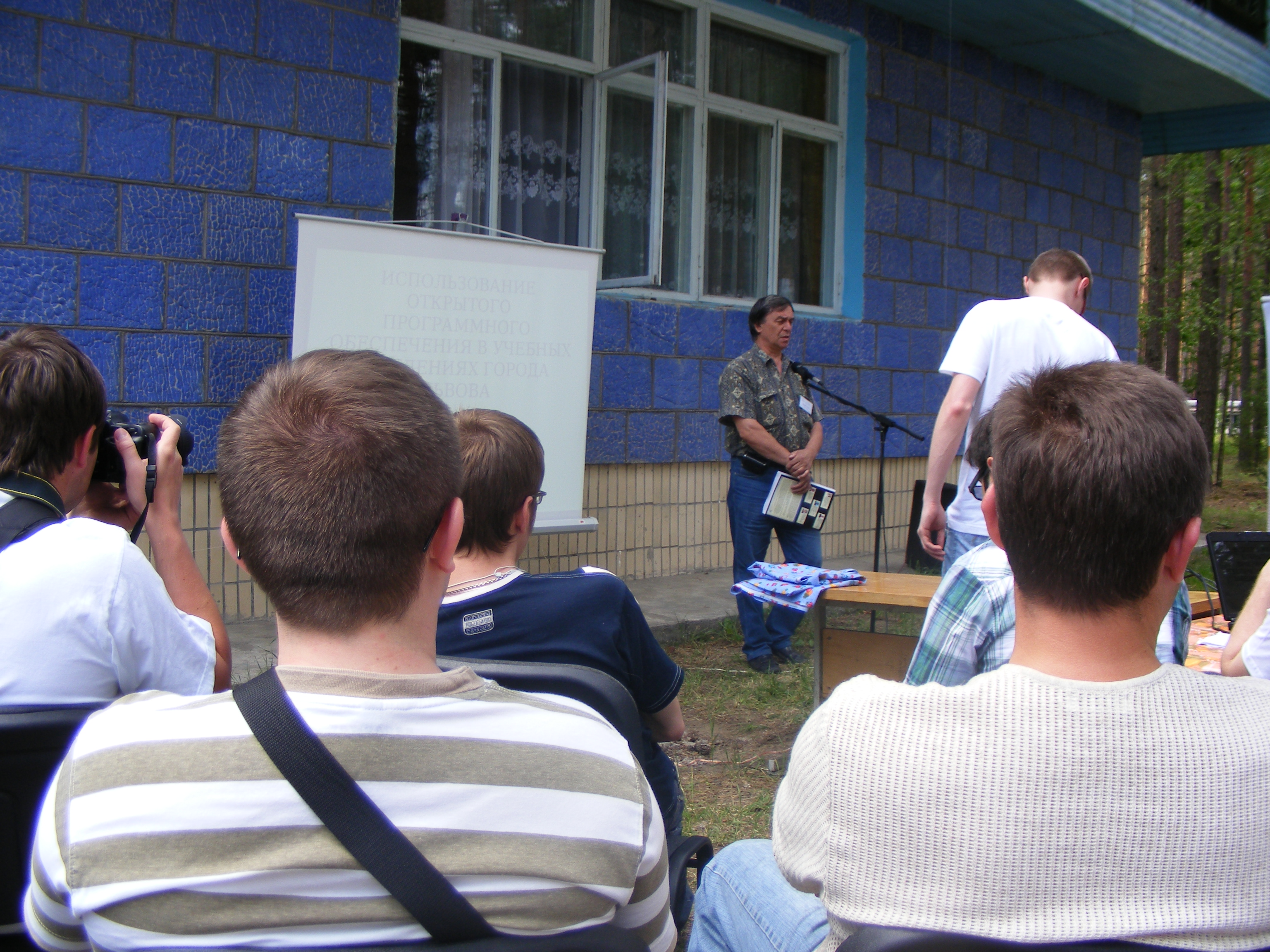
Выступление докладчика (2008)
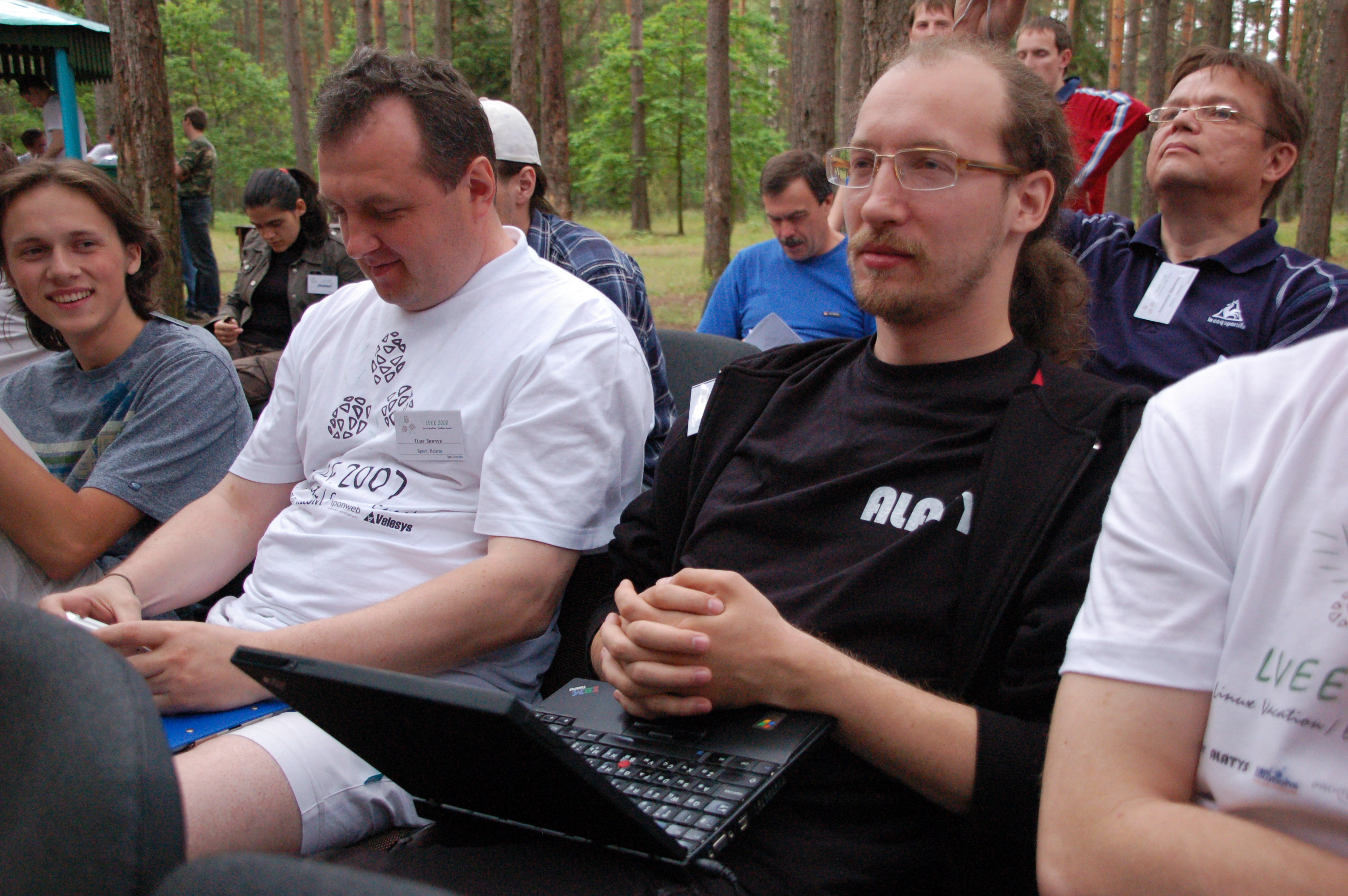
Участники конференции (2008)